# Фрезаграндинария
Фрезаграндина̀рия (на италиански: Fresagrandinaria, на местен диалект la Frescë, ла Фрешъ) е село и община в Южна Италия, провинция Киети, регион Абруцо. Разположено е на 391 m надморска височина. Населението на общината е 1013 души (към 2014 г.).